# Лил-лил
Лил-лил или Ли-лил или Банжи-джул или Бол-лэир — боевая и охотничья палица, короткодревковое ударно-дробящее и метательное холодное оружие австралийских аборигенов.

## Описание
Лил-лил производили и использовали только в восточной Австралии. Эта дубинка представляет собой тяжёлую палицу, которую аборигены Австралии используют в качестве боевого оружия для рукопашного боя или для охоты на крупного зверя. Длина Лил-лил составляет около 70 см, ширина навершия составляет от 12 см, а рукояти 2 см. Вес в среднем составляет 400 грамм. Дубинка изготовлена из твердых пород дерева. На нижний конец рукояти обычно круглый или заостренный. Ударная часть слегка изогнута и заканчивается почти сферической, слегка заостренной головкой, которая на некоторых образцах также имеет плоские и угловатые стороны. В некоторых вариантах дубинки ударная головка выполнена в виде лезвия топора, то есть плоского и с острыми краями. Остриё закруглённое, лезвие имеет режущие кромки, ребро жёсткости отсутствует. Иногда лил-лил украшают резьбой в виде не сложных орнаментов.